# الاولاد
الاولاد (به فرانسوی: Loulad) یک منطقهٔ مسکونی در مراکش است که در Settat Province واقع شده‌است.
 الاولاد  ۵٬۰۲۵ نفر جمعیت دارد و ۷۵۹ متر بالاتر از سطح دریا واقع شده‌است.